# Гастфер, Антон Антонович

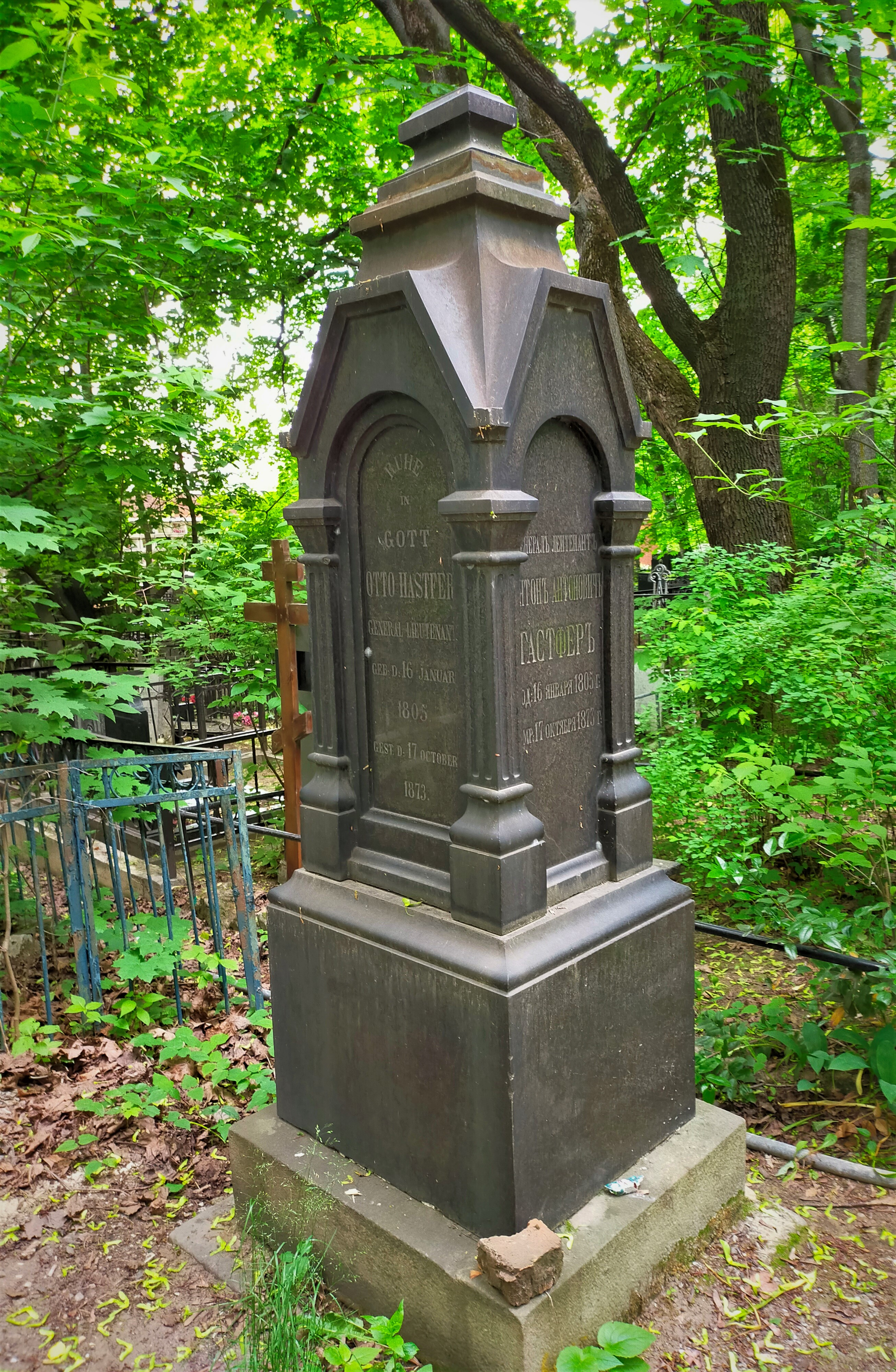
Могила А. А. Гастфера, Введенское кладбище

Антон (Отто) Антонович Гастфер (нем. Otto Gustav von Hastfer; 1805 — 1873) — генерал-лейтенант русской императорской армии.

## Биография
Родился 16 (28) января 1805 года и 21 февраля был крещён в Ревеле. Его отец — Отто Генрих фон Гастфер (1769—1824).
21 января 1823 года из подпрапорщиков лейб-гвардии Павловского полка произведён в прапорщики. 30 апреля 1830 года в чине поручика уволен от службы по домашним обстоятельствам. Впоследствии вернулся на службу.
Служил в Конно-гренадерском полку, был командиром дивизиона. С 6 декабря 1849 года по 29 ноября 1855 года командовал Бугским уланским полком; генерал-майор с 19 апреля 1853 года. Участвовал в Дунайской кампании 1854 года Крымской войны и был награждён золотой саблей, украшенной бриллиантами с надписью «За храбрость». С конца 1855 по 28 марта 1857 года был командиром 2-й бригады 6-й пехотной дивизии, затем до 15 марта 1858 года был помощником начальника этой дивизии.
В отставку генерал-лейтенантом вышел 11 апреля 1861 года.
Умер 17 (29) октября 1873 года. Похоронен на Введенском кладбище в Москве, участок 7.
Его жена Елизавета Владимировна (21.10.1822—3.07.1860), и сын Владимир (10.02.1845—14.04.1860) были похоронены на Новодевичьем кладбище.

## Награды
- Орден Св. Станислава 3-й ст. (6 декабря 1842)
- Орден Св. Анны 3-й ст. (6 декабря 1848)
- Орден Св. Анны 2-й ст. (1849, императорская корона к ордену 2 декабря 1851)
- Золотая сабля «За храбрость» с бриллиантами (29 сентября 1854)
- Орден Св. Георгия 4-й ст. (26 ноября 1855, № 9637 по кавалерскому списку Григоровича — Степанова) — за 25 лет беспорочной службы в офицерских чинах
- Знак отличия беспорочной службы за XXX лет (22 августа 1856)
- Орден Св. Владимира 3-й ст. (1858)